# 月は闇夜に隠るが如く
月は闇夜に隠るが如く（つきはやみよにかくるがごとく）は中村春菊による漫画作品。GUST（桜桃書房）にて連載。

## 概要
1999年にGUSTコミックス（桜桃書房）で出版され、2005年の中村春菊フェアで読み切り“阿蘭陀カステラジャパネスカ”や描き下ろしも収録したASUKAコミックス（角川書店）では新装版が出版された。
白髪の剣客片桐信乃と、復讐の為に彼に弟子入りを志願した少年テツ、そして信乃の良き理解者である藩士服部半十郎の繰り広げる時代活劇。主な舞台は海津藩。マリン・エンタテインメントより、ドラマCDも発売されている。

## 登場人物
※声の記述はドラマCDによるもの
片桐信乃（かたぎり しの）声 - 神谷浩史 / 若年期 ：中原麻衣
巷で白髪の人喰い鬼と恐れられている謎多き剣士。普段は廃屋同然の染井化物屋敷（そめいばけものやしき）でひっそりと暮らしながらも、半十郎から仕事の依頼を受けては夜な夜な剣を振るっている。かつて一族を皆殺しにされた影響で、黒髪が真っ白になったらしい。人との接触を極端に厭う反面、唯一半十郎にだけは心を開き、彼の昔の着物を大事に取っていたりと、無自覚ながら想っている。偶然仕事現場をテツに目撃され、強引に弟子入りを志願され、当初は鬱陶しがっていたものの、現在は住み込みを許す。幼い頃は病弱だったらしく、15歳まで女装をされていた。
テツ声 - 宮田幸季
夜中に信乃の仕事現場を目撃し、強引に弟子入りを志願して屋敷に押しかけてきた少年。博打で借金を作って蒸発した挙句に自分を陰間茶屋に売り飛ばした父親（声 - 平勝伊）への復讐の為、信乃から剣を教わろうとしていた。その後脱走した陰間茶屋から信乃によって正式に身請けされ、屋敷の家事全般担当として住み着いている。今は亡き母がよく作ってくれたあんころもちが大好物。
服部半十郎（はっとり はんじゅうろう）声 - 森川智之
信乃の幼馴染みで、海津藩士。父親は家老職に就いている服部半蔵（声 - 西前忠久）。飄々と掴み所のない雰囲気を持つ反面、信乃を大切に想い、現在の彼にとって数少ない理解者。家伝製法による薬作りが得意（味と見た目は凄まじくも、効果は抜群）。時にはテツに嫉妬している。

## 阿蘭陀カステラジャパネスカ

### 概要
2001年にb-boy ZipsVol.29に掲載された読み切りだが、新装版の「月は闇夜に隠るが如く」に再録される。
開国時代の肥前を舞台にした、佐賀鍋島藩主15男の環と、オランダ商船の通詞シンジュの恋物語。

### 登場人物
鍋島環（なべしま たまき）
佐賀鍋島藩主の15男。家からぞんざいに扱われている一方自由のない生活を送り、穀潰し扱いしてくる兄の嫌味を耐え忍んで暮らしていた。異人の存在に興味を持ち、出島を監督している兄に頼んで阿蘭陀船からやって来たシンジュと会わせてもらうが、それが凪のような日々を打ち破る始まりだった。かすていらが大好き。
シンジュ・ファン・メーデルフォールト
オランダ商船の通詞で、1613年に伊達政宗が派遣した慶長遣欧使節の一員だった日本人の末裔。日本に加えてイタリア人・イギリス人・バタビア人・ポルトガル人などの混血でありながら、国籍はオランダである。東洋人の血が入っていることからオランダ本国ではいじめられていたが、逆境に強く、むしろ「自分を見下した相手を名実共にねじふせる時の快感がたまらない」性格。環に一目惚れして屋敷に居座り、かすていらを餌にして環にオランダ語を教え込む。